# Calyptranthes forsteri
Calyptranthes forsteri är en myrtenväxtart som beskrevs av Otto Karl Berg. Calyptranthes forsteri ingår i släktet Calyptranthes och familjen myrtenväxter. Inga underarter finns listade i Catalogue of Life.